# William Egerton (1er baron Egerton)
William Tatton Egerton, 1er baron Egerton (30 décembre 1806 - 21 février 1883) est un pair et homme politique britannique.

## Biographie
Il est le fils de Wilbraham Egerton et de son épouse Elizabeth, fille de Christopher Sykes (2e baronnet). Du côté de son père, il descend dans la lignée féminine de Thomas Egerton, de Tatton Park, le plus jeune fils de John Egerton (2e comte de Bridgewater). Il fait ses études au Collège d'Eton. Il est élu au Parlement en tant que l'un des deux représentants de Lymington en 1830, siège qu'il occupe jusqu'en 1831, puis représente Cheshire North de 1832 à 1858. Il est un grand propriétaire foncier dans la région de Manchester et un bienfaiteur de Chorlton-cum-Hardy. En 1859, il est élevé à la pairie en tant que baron Egerton, de Tatton, dans le comté palatin de Chester. Il est ensuite Lord Lieutenant du Cheshire de 1868 à 1883.
Lord Egerton épouse Charlotte Elizabeth, fille de John Loftus (2e marquis d'Ely), en 1830. Ils ont trois enfants :
- Wilbraham Egerton (1er comte Egerton)
- Alan Egerton (3e baron Egerton)
- Beatrix, épouse Lionel Tollemache, fils de John Tollemache (1er baron Tollemache)[3]

Lady Charlotte est décédée en 1878. Egerton lui a survécu cinq ans et est décédé en février 1883, à l'âge de 76 ans. Il est remplacé dans la baronnie par son fils aîné Wilbraham, qui est créé comte Egerton en 1897.